# Querbach (Kehl)
Querbach  ist ein Stadtteil von Kehl im Baden-Württembergischen Ortenaukreis.

## Geographie
Das Dorf liegt weniger als einen Kilometer südlich von Bodersweier und ca. 5 km nordöstlich von Kehl.

## Geschichte

### Mittelalter
Die älteste erhaltene Erwähnung von Querbach stammt von 1361. Das Dorf Querbach lag im Amt Lichtenau der Herrschaft Lichtenberg. 1335 nahmen die mittlere und die jüngere Linie des Hauses Lichtenberg eine Landesteilung vor. Dabei fiel das Amt Lichtenau – und damit Querbach – an Ludwig III. von Lichtenberg, der die jüngere Linie des Hauses begründete.
Anna von Lichtenberg (* 1442; † 1474) war als Tochter Ludwigs V. von Lichtenberg (* 1417; † 1474) eine von zwei Erbtöchtern mit Ansprüchen auf die Herrschaft Lichtenberg. Sie heiratete 1458 den Grafen Philipp I. den Älteren von Hanau-Babenhausen (* 1417; † 1480), der eine kleine Sekundogenitur aus dem Bestand der Grafschaft Hanau erhalten hatte, um sie heiraten zu können. Durch die Heirat entstand die Grafschaft Hanau-Lichtenberg. Nach dem Tod des letzten Lichtenbergers, Jakob von Lichtenberg, eines Onkels von Anna, erhielt Philipp I. d. Ä. 1480 die Hälfte der Herrschaft Lichtenberg. Die andere Hälfte gelangte an seinen Schwager, Simon IV. Wecker von Zweibrücken-Bitsch. Das Amt Lichtenau gehörte zu dem Teil von Lichtenberg, den die Nachkommen von Philipp und Anna erbten.

### Frühe Neuzeit
Graf Philipp IV. von Hanau-Lichtenberg (1514–1590) führte nach seinem Regierungsantritt 1538 die Reformation in seiner Grafschaft konsequent durch, die nun lutherisch wurde.
Nach dem Tod des letzten Hanauer Grafen, Johann Reinhard III., 1736 fiel das Erbe – und damit auch das Amt Lichtenau mit Querbach – an den Sohn seiner einzigen Tochter, Charlotte von Hanau-Lichtenberg, Landgraf Ludwig (IX.) von Hessen-Darmstadt. Nach 1736 wurde Querbach dem benachbarten, ebenfalls zur Landgrafschaft gehörenden Amt Willstätt zugeschlagen.

### Neuzeit
Mit dem Reichsdeputationshauptschluss wurde das Amt und Querbach 1803 dem neu gebildeten Kurfürstentum Baden zugeordnet.
Am 1. Dezember 1971 verlor Querbach seine Selbständigkeit und wurde nach Kehl eingemeindet.

### Demographie
Einwohnerzahlen nach dem jeweiligen Gebietsstand.
| Jahr | Einwohnerzahl |
| ---- | ------------- |
| 1961 | 283           |
| 1970 | 348           |

## Politik
Ortsvorsteher, und damit Vorsitzender des Ortschaftsrates, ist Heinz Haag (CDU).
Die Kommunalwahl am 9. Juni 2024 brachte folgende Sitzverteilung:
| Insgesamt 6 Sitze - Bürgerliste: 3 - Wir für Querbach: 3 |

## Wirtschaft und Infrastruktur

### Verkehr
Querbach liegt nahe der Landstraßen 75 und 90. Die Busanbindung wird von der SWEG erbracht (u. a. Linie 301).

### Bildung
In Querbach befinden sich keine Bildungseinrichtungen. Die nächstgelegenen Grundschulen befinden sich in Auenheim, Leutesheim und Kork.